# Heinrich Gustav von Borcke

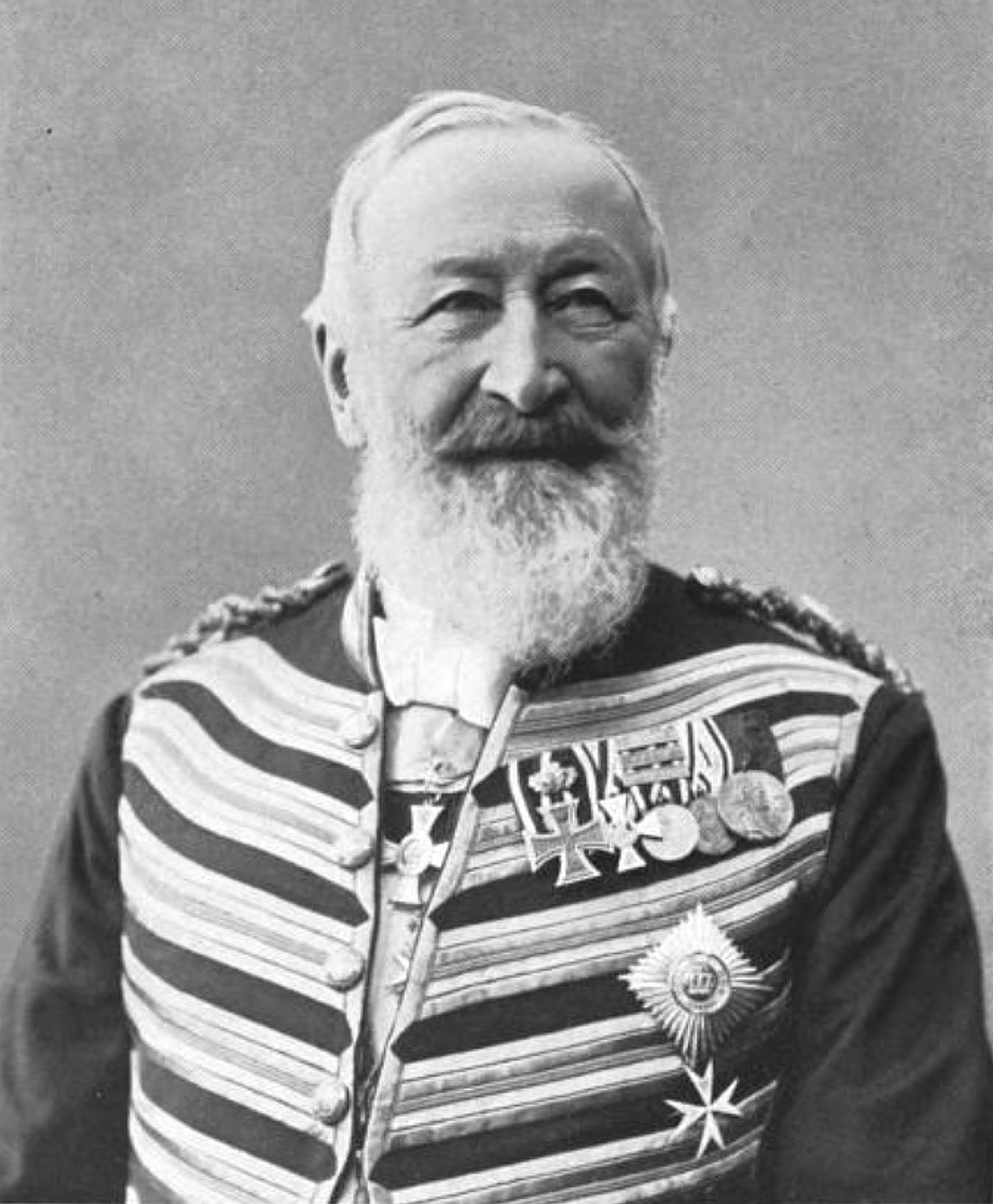
Gustav von Borcke-Stargordt

Heinrich Philipp Gustav Graf von Borcke (* 2. Mai 1829 in Tolksdorf; † 19. Juli 1916 in Stargordt) war ein preußischer Fideikommissbesitzer und Politiker.

## Familie
Gustav von Borcke entstammte dem gräflichen Ast der pommerschen burg- und schlossgesessenen Adelsfamilie von Borcke.
Er heiratete am 20. August 1858 in Steinort Magdalene Gräfin von Lehndorff (1836–1917), Tochter des Generalleutnants Karl Graf von Lehndorff. Das Paar hatte drei Söhne:
- Henning (1864–1943), Erbe auf Stargordt, ⚭ 1896 Bertha von Scharfenberg (1876–1925)
- Karl (1865–1927), Nachfolger in Tolksdorf, ⚭ 1893 Lonny Burggräfin und Gräfin zu Dohna-Schlodien (* 1873)
- Ulrich (* 1870), auf Reckow und Groß Borckenhagen, Vorsitzender des Familienverbandes, ⚭ 1901 Erika von Borcke (* 1882)

## Leben
Borcke war Fideikommissbesitzer auf Gut Stargordt, Kreis Regenwalde, Premierleutnant und bereits seit 1863 Ehrenritter, ab 1883 Rechtsritter des Johanniterordens. Er war Schlosshauptmann zu Stettin mit dem Prädikat „Exzellenz“. Ab 1877 war er Mitglied des Preußischen Herrenhauses auf Präsentation des Verbandes des alten und des befestigten Grundbesitzes im Landschaftsbezirk Cammin und Hinterpommern. Borcke gehörte dem Herrenhaus bis zu seinem Tode 1916 an. Seine umfangreichen Begüterungen verpachtete er zuletzt an seinen ältesten Sohn.